# 十普寺

十普寺，全名財團法人台北市十普寺，位於台灣台北市南昌路，為主祀釋迦牟尼佛之佛教廟宇。

## 歷史
該寺院原為創立於明治38年（1905年）之日本淨土真宗西本願寺布教所，該派之本山是京都西本願寺。大正3年（1914年），更名為了覺寺，山號「城南山」。寺名源自明治43年（1910年）廢寺之京都市下京區「了覺寺」，並受贈原本該寺之法寶物，寺額由當時臺灣總督佐久間左馬太揮毫。了覺寺為本願寺派寺院，是日治時期台北市南門、古亭一帶日本人之信仰中心。戰後，了覺寺由中國大陸佛教人士接收，改名為十普寺至今。
經過多次改建，十普寺今為大型仿古廟宇建築。另外，該廟宇的組織型態為財團法人制，祭典日期則是每年農曆之四月初八。

## 了覺寺時代
主辦〈佐久間將軍法要記念書畫展〉
1931年8月4日，臺北市古亭町了覺寺舉辦佐久間左馬太逝世17周年紀念法會及紀念書畫展，第14任臺灣總督太田政弘親臨追悼會，並集合臺灣各界臺日名士作品，包含魏清德及曹秋圃的書法，王少濤、駱香林、蔡雪溪及郭雪湖等人的繪畫。1939年8月4日，了覺寺舉辦佐久間逝世25周年悼會，除紀念書畫展覽外，並邀集臺日名士即席揮毫，書畫作品編輯成冊由了覺寺發行，書名為「翰墨因緣」。
了覺寺內曾有第五任台灣總督佐久間左馬太半身像、軍服及墨寶「汎愛」等遺物，因佐久間總督在本堂改建時曾寄付該寺。

## 外部連結
- 《臺北城南了覺寺全景》臺灣國家圖書館  （页面存档备份，存于）
- 《臺北城南了覺寺所藏-佐久間總督遺物》臺灣國家圖書館 （页面存档备份，存于）